# Bloc d'identité nationale en Europe
Le Bloc d'identité nationale en Europe (en roumain : Blocul Identității Naționale în Europa), abrégé en BINE, est une alliance électorale nationaliste en Roumanie actuellement formée par deux partis politiques : le Parti de la Grande Roumanie (PRM) et Noua Dreaptă (PND),,. Le Parti Roumanie unie (PRU), un des membres fondateurs de la coalition, a fait partie de celle-ci jusqu'à sa dissolution en 2022.